# Naboudi
Naboudi est une commune rurale située dans le département de Fada N'Gourma de la province du Gourma dans la région de l'Est au Burkina Faso.

## Géographie
Naboudi est situé à 25 km au Nord-Est de Fada N'Gourma, chef-lieu du département, de la province et capitale de la région et à 20 km de la route nationale 4, 

## Santé et éducation
Les centres de soins les plus proches de Naboudi sont le centre hospitalier et les centres de santé et de promotion sociale (CSPS) de Fada N'Gourma.